# Phymatostetha karenia
Phymatostetha karenia är en insektsart som beskrevs av William Lucas Distant 1900. Phymatostetha karenia ingår i släktet Phymatostetha och familjen spottstritar. Inga underarter finns listade i Catalogue of Life.